# E. J. Rowland
Earl Jerrod "E. J." Rowland (Fráncfort del Meno, Alemania, 18 de mayo de 1983) es un jugador de baloncesto estadounidense con pasaporte búlgaro que juega en el JL Bourg Basket de la LNB Pro A de Francia. Mide 1,91 metros, jugando en la posición de base.

## Trayectoria deportiva
La carrera deportiva de Eowland la podríamos definir como itinerante, incluso en el periodo de formación en Estados Unidos, etapa que la concluyó en la Universidad Saint Mary. 
Ya como profesional debutó en la liga de desarrollo de la NBA jugando con Florida Flame. Muchos minutos en la suplencia animaron al base a dar el salto al Viejo Continente aceptando una oferta del club letón Barones LMT en 2005. Posteriormente decidió cambiar Europa y se marchó a Australia, jugando allí en las filas de Townsville Crocodiles. La aventura solo duró una temporada y en 2006 inició una etapa de dos campañas disputando la Bundesliga alemana, primero en el Artlands Drangons y posteriormente fichó por el Telekom Baskets Bonn justo antes de llegar al Vanoli Cremona, donde promedió 32 minutos de juego con 14 puntos, 3 rebotes y casi cuatro asistencias por partido. Participante en el All Star Game de Italia en 2011.
En verano de 2011 el jugador firma con Unicaja Málaga para más tarde incorporarse a la Selección de Bulgaria para el Eurobasket de Lituania.
[actualizar]
En febrero de 2021, firma por el Chemidor Tehran BC de la Superliga de baloncesto de Irán.

### Selección nacional
Es internacional con la selección de baloncesto de Bulgaria. Participante en el Eurobasket 2009 donde promedió 17,7 puntos por partido y también en el Eurobasket 2011.

## Vida personal
E.J. posee y desarrolla su proyecto personal como empresario a través de su marca de ropa GRRR. La marca GRRR ha cobrado vida a través de E.J., algunos amigos cercanos y algunos atletas compañeros como un reflejo de su impulso interno hacia la grandeza. Ha tenido eco en personas de todas las edades, nacionalidades y trayectorias profesionales.

## Palmarés
- Campeón de la Copa de Alemania con Artland Dragons Quakenbrueck en la temporada 2007-08.
- Campeón de la Latvijas Basketbola līga con el VEF Riga en la temporada 2012-13.
- MVP United League en la temporada 2012-13.
- MVP Playoffs Latvijas Basketbola līga en la temporada 2012-13.